# Robert Sutton (2. baron Lexinton)

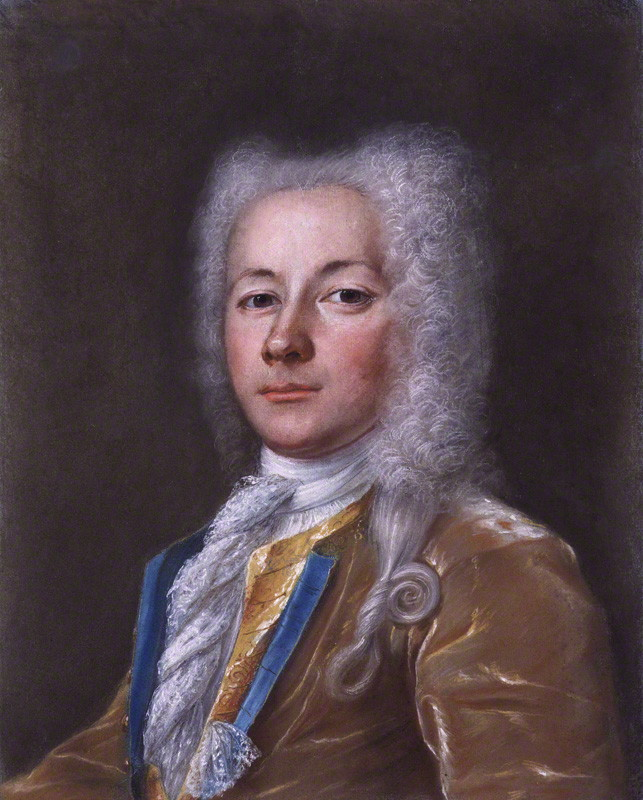
Robert Sutton, 2. baron Lexinton

Robert Sutton, 2. baron Lexinton (ur. 6 stycznia 1662, zm. 19 września 1723) – brytyjski dyplomata.
Był brytyjskim ambasadorem w Turcji w latach 1702–1717. Pośredniczył przy zawieraniu pokoju w Passarowitz (1718). W latach 1720–1721 ambasador w Paryżu.
Jego ojcem był Robert Sutton (1. baron Lexinton), matką Mary St. Leger.
Od roku 1685 służył w kawalerii, do 1689 był gentleman of horse księżniczki Anny. W Izbie Lordów popierał Wilhelma III Orańskiego. Od roku 1689 był ambasadorem angielskim w Brandenburgii. 14 września 1691 poślubił Margaret Hungerford (zm. 1703), z którą miał syna i córkę:
- William George Sutton (1697 – X 1713), zmarł w Madrycie, gdy ojciec był tam ambasadorem.
- Bridget Sutton (zm. 1734) (jej mężem został John Manners, 3. książę Rutland.

Sutton został 17 marca 1692 członkiem rady stanu (Privy Council). W okresie od 1689 do 1691 roku był posłem w Berlinie. W latach 1692–1702 był pokojowcem króla Wilhelma. Lexinton ponownie wyruszył w roku 1694 do Wiednia i podpisał traktat w Ryswick (1697). Następnie członek rady handlu (board of trade) 1699-1702, i ambasador w Hiszpanii (1712-1713).
Jego ostatnia misją była ambasada wiedeńska w roku 1718. Był sekretarzem misji dyplomatycznej brytyjskiej na kongresie w Cambrai. Jego listy z Wiednia zostały opublikowane w XIX wieku.